# 东门大桥站
东门大桥站位于四川省成都市锦江区，是成都地铁2号线的地下车站。

## 车站概要
本站位于东大街芷泉段与均隆街路口，沿东大街芷泉段呈东西走向，于2012年9月16日开通使用。因临近成都东门大桥而得名，本站周边高楼林立，是成都市一环路以内甲级写字楼最集中的区域，工作日上班人流众多。

## 车站结构
本站是地下三层三跨框架结构岛式站台车站，长度134米。
| 地面      |                                  | 出入口                         |  |
| 地下 一层 | 通道                             | 站内商店                       |  |
| 地下 二层 | 站厅层                           | 安检、售票机、站内商店         |  |
| 地下 三层 |                                  | 2号线列车往犀浦方向 （春熙路） |  |
| 地下 三层 | 岛式站台，左边车门将会开启       |                                |  |
| 地下 三层 | 2号线列车往龙泉驿方向 （牛王庙） |                                |  |

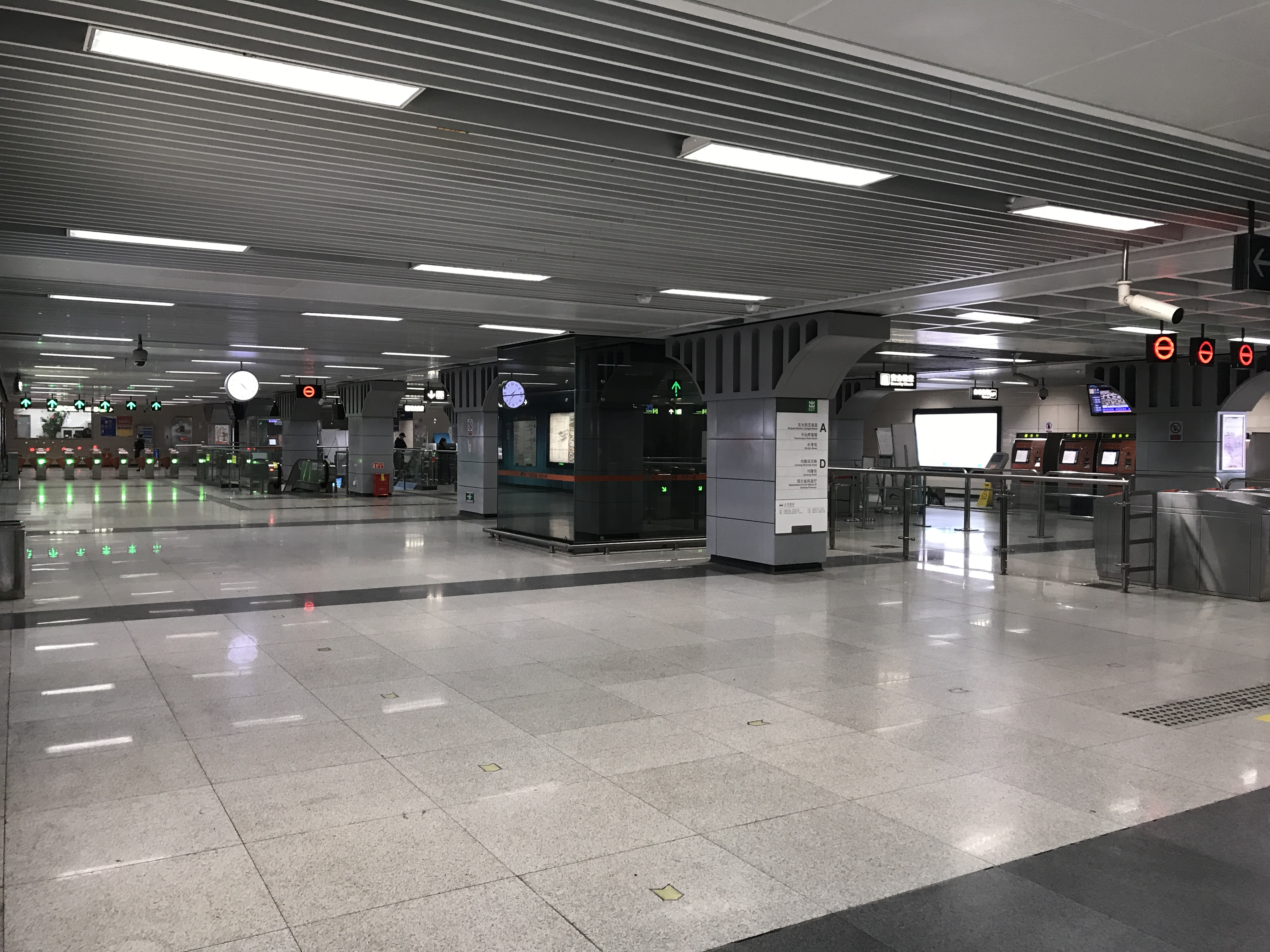
站厅层
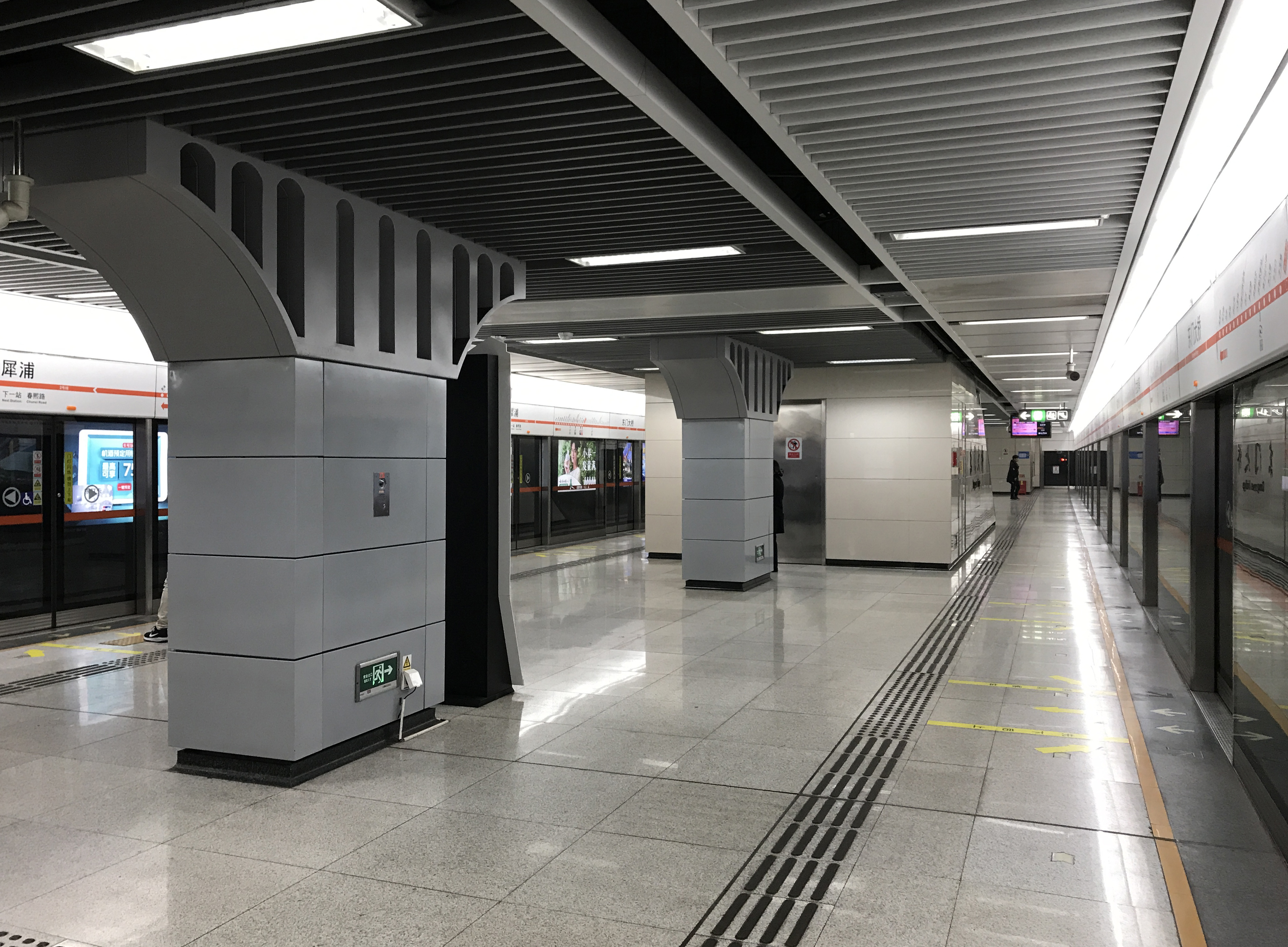
站台层
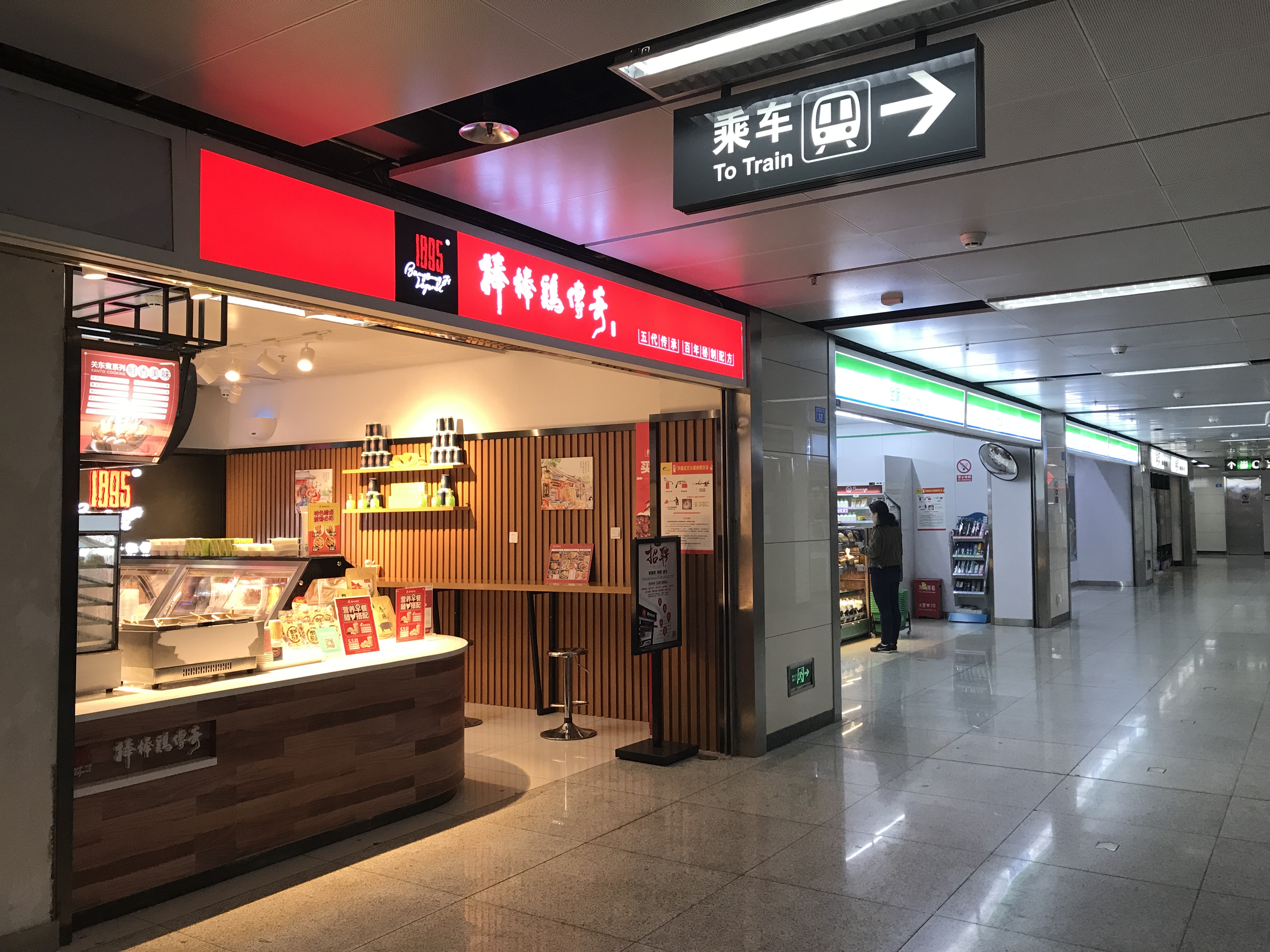
站内商店

## 出入口信息
本站目前开放5个出入口。
|              |              |                                                |      |
| 出口编号     | 设施         | 出口指示                                       | 照片 |
|              | 轮椅升降台   | 东大街芷泉段、水津街、天仙桥南路               |      |
| 出口 · B     |              | 东大街紫东楼段、东大街芷泉段                   |      |
| 出口 · C     | 无障碍卫生间 | 东大街芷泉段、较场坝东街、较场坝中街、点将台街 |      |
| 出口 · D · 1 |              | 均隆街、四川省民政厅、四川省慈善联合总会       |      |
| 出口 · D · 2 |              | 均隆滨河路                                     |      |

## 公交换乘
10路；18路；43路；47路；56路；68路；76路；104路；126路；127路；152路；301路；335路等

## 大事记
- 2009年3月15日，开始动工[2]；
- 2009年9月11日，本站至春熙路站隧道贯通[3]；
- 2010年11月16日，本站至牛市口站隧道贯通[4]；
- 2012年9月16日，正式启用[1]。